# Compton, Guildford
Compton är en ort och civil parish i distriktet Guildford i grevskapet Surrey i England.   Den ligger i den södra delen av Storbritannien, 50 km sydväst om huvudstaden London. Compton gränsar till Wood Street Village.